# María Antonia González Valerio
María Antonia González Valerio (Ciudad de México, México, 1977) es una filósofa mexicana. Desde 2000 es profesora en la Facultad de Filosofía y Letras de la Universidad Nacional Autónoma de México.

## Biografía
Estudió la licenciatura (1995-1999) en Filosofía (obtuvo la Medalla Gabino Barreda) en la Facultad de Filosofía y Letras de la Universidad Nacional Autónoma de México. Muy pronto se incorporó al círculo de hermenéutica de Mariflor Aguilar Rivero. Durante sus estudios de maestría en Filosofía (2000-2002) y doctorado en Filosofía (2002-2005) en la misma universidad, fue un miembro activo del círculo de hermenéutica, el cual tuvo una amplia influencia en los medios académicos mexicanos. En noviembre de 2004, se llevó a cabo en la Facultad de Filosofía y Letras de la UNAM el Congreso Internacional Gadamer y las humanidades (libro 2007).
Obtuvo la medalla Alfonso Caso tanto por sus estudios de Maestría como de Doctorado. Su tesis de maestría (Premio Norman Sverdlin) fue sobre estética y hermenéutica. Su tesis de doctorado (Premio Norman Sverdlin) versó sobre ontología, estética y hermenéutica. Después realizó estudios posdoctorales en Filosofía en el Instituto de Investigaciones Filológicas (2006/2007). Desde 2007 es profesora de tiempo completo del Colegio de Filosofía de la UNAM.
En 2011 fundó el grupo de investigación y creación interdisciplinar Arte+Ciencia en la UNAM, el cual reúne humanistas, artistas y científicos.
En 2011 ganó la Distinción Universidad Nacional Autónoma de México para jóvenes académicos en el área de Investigación en Humanidades.
González Valerio es también curadora. En 2012/2013 curó la primera exposición de arte biotecnológico y transgénico en México Sin origen/Sin Semilla en el Museo Universitario de Ciencias y Arte Campus Roma y en el Museo Universitario Arte Contemporáneo (UNAM).
También fundó el colectivo artístico BIOS Ex machinA que ha producido obras de carácter biotecnológico y transgénico en México y Portugal.

## Filosofía
González Valerio se dedica a la ontología y la estética, desde un punto de vista que las vincula en lo que la filósofa española Teresa Oñate ha denominado ontología-estética. Su filosofía ha tratado de poner en pie una ontología inmanente y sensible que desde el presente dé cuenta de los modos de transformación y conformación del mundo, por lo que la tecnología, la técnica, la ciencia, el biofacto, el arte y la literatura se ven interpelados.
Concretamente es conocida por sus obras filosóficas en la interrelación entre ontología, estética y hermenéutica (estableció una ontología para el relato de ficción en 2010) y por su trabajo que interdisciplinariamente reúne artes, ciencias y humanidades en búsqueda de una filosofía inmanente. Sus campos de trabajo son ontología, estética, hermenéutica, filosofía de la técnica, filosofía de la ciencia, historia de la ciencia, teoría literaria y filosofía del arte.
González Valerio ha establecido una línea de investigación en ontología-estética que representa para la filosofía mexicana retomar el debate de los temas clásicos sobre la metafísica, pero desde los desafíos que enfrenta el mundo tecnológico actual. Trabaja en grupos de investigación en España,Francia, Portugal,Alemania y Eslovenia.
Ha traducido del alemán al español textos de Friedrich Nietzsche y Hans-Georg Gadamer.

## Obras en selección

### Libros en español (selección)
- Cabe los límites. Escritos sobre filosofía natural desde la ontología estética. México, Herder/UNAM, 2016.
- (Ed.) "Sin origen/Sin semilla". México, UNAM/Bonilla, 2016.
- (Ed.) "Pròs Bíon: Reflexiones naturales sobre arte, ciencia y filosofía". México, UNAM, 2015.
- (Ed.) Polona Tratnik: Hacer la presencia. Fotografía, arte y (bio)tecnología. México, Herder, 2014.
- (Ed.) Verdad ficcional no es un oxímoron. Sobre las relaciones peligrosas entre filosofía y literatura. México, UNAM/Itaca, 2011.
- Un tratado de ficción. Ontología de la mimesis. México, Herder, 2010.
- El arte develado. Consideraciones estéticas sobre la hermenéutica de Gadamer.[15] México, Herder, 2005.[16]
- (Ed. con Mariflor Aguilar Rivero) Gadamer y las humanidades I. Ontología, lenguaje y estética. México, UNAM, 2007.
- (con Greta Rivara Kamaji) Hermenéutica analógica y las tareas de la filosofía. Editorial San Esteban, 2005.

### Artículos en español (selección)
- "El arte, la muerte, la historia. El problema del tiempo y la historia en las reflexiones estéticas hegelianas", Escritura e imagen, Universidad Complutense de Madrid, Vol. 8 (2012): 139-153.[17]
- "Arte y ontología. Crítica de los saberes establecidos", en T. Onate et al (ed.), El Segundo Heidegger: Ecología. Arte. Teología, Madrid, Dykinson, 2013.
- “Sobre las identidades narrativas”, en Revista de filosofía Vol. 34, Núm. 2. Universidad Complutense de Madrid, 2010.[18]
- “Ser (en) mediaciones” en Teresa Oñate Zubia (ed.), Crítica y crisis de Occidente. Al encuentro de las interpretaciones, Madrid: Dykinson, 2013.

### Artículos en inglés (selección)
- "BioArt on the Verge of Aesthetic Ontology", ANNALES Ser. hist. sociol. 22, 2012.[19]
- “Mind the Gap. Hermeneutics and Analytic Aesthetics on Narrativity and Historicity in the Artwork”, en Monitor ZSA – Vol. X, Nr. 5–6, 2009 / Nr. 31–32 – titled Art: Resistance, Subversion, Madness.[20]